# Jefferson (Iowa)
Jefferson – miasto w Stanach Zjednoczonych, w stanie Iowa, siedziba hrabstwie Greene. W 2000 liczyło 4 626 mieszkańców.